# 역격자
결정학에서, 브라베 격자의 역격자(逆格子, reciprocal lattice)는 원래 격자의 모든 격자 벡터와의 내적이 정수인 벡터들이 이루는 브라베 격자이다.

## 정의
{\displaystyle \Lambda \subset \mathbb {R} ^{n}}이 브라베 격자라고 하자. 즉, 유한한 수의 생성원을 가지고, 그 선형생성 부분공간(span)이 {\displaystyle \mathbb {R} ^{n}} 전체인 아벨 군이라고 하자. 그렇다면 {\displaystyle \Lambda }의 역격자 {\displaystyle \Lambda ^{-1}}는 다음과 같은 집합이다.
{\displaystyle \Lambda ^{-1}=\{\mathbf {v} \in \mathbb {R} ^{n}\colon \mathbf {v} \cdot \mathbf {u} \in \mathbb {Z} \forall \mathbf {u} \in \Lambda \}}.
{\displaystyle \Lambda ^{-1}}이 브라베 격자를 이룬다는 사실은 쉽게 확인할 수 있다.
역격자의 기저는 원래 격자의 기저들의 성분이 이루는 행렬의 역행렬이다. 즉, 원래 격자의 기저가 {\displaystyle \{\mathbf {a} _{i}\}} ({\displaystyle i=1,\dots ,n})이면, 역격자의 기저 {\displaystyle \{\mathbf {b} _{i}\}}는 다음을 만족한다.
{\displaystyle \left[\mathbf {b} _{1}\mathbf {b} _{2}\cdots \mathbf {b} _{n}\right]^{\top }=\left[\mathbf {a} _{1}\mathbf {a} _{2}\cdots \mathbf {a} _{n}\right]^{-1}.}
3차원에서는 역격자의 기저를 벡터곱을 사용하여 다음과 같이 쓸 수 있다.
{\displaystyle \mathbf {b} _{1}={\frac {\mathbf {a} _{2}\times \mathbf {a} _{3}}{\mathbf {a} _{1}\cdot (\mathbf {a} _{2}\times \mathbf {a} _{3})}}}
{\displaystyle \mathbf {b} _{2}={\frac {\mathbf {a} _{3}\times \mathbf {a} _{1}}{\mathbf {a} _{2}\cdot (\mathbf {a} _{3}\times \mathbf {a} _{1})}}}
{\displaystyle \mathbf {b} _{3}={\frac {\mathbf {a} _{1}\times \mathbf {a} _{2}}{\mathbf {a} _{3}\cdot (\mathbf {a} _{1}\times \mathbf {a} _{2})}}}.
수학과 결정학에서는 위와 같은 정의를 사용하지만, 고체물리학에서는 간혹 다음과 같은 정의를 사용하기도 한다.
{\displaystyle \Lambda ^{-1}=\{\mathbf {v} \in \mathbb {R} ^{n}\colon \mathbf {v} \cdot \mathbf {u} /2\pi \in \mathbb {Z} \forall \mathbf {u} \in \Lambda \}}.
이는 앞의 정의에 비교하여 벡터가 {\displaystyle 2\pi }배 더 긴 것 밖에는 차이가 없다.

## 같이 보기
- 브릴루앙 영역
- 결정학
- 에발트 구면
- 밀러 지수